# 掘石港
掘石港是中國上海市金山區的一條南北流向的河流，河流北至横潦泾與黃浦江交接處，向南分別流經朱涇鎮和呂巷鎮，南与六里塘相接。亭楓公路和金山大橋都穿過掘石港。胥浦塘和惠高涇則流入掘石港。河流原名掘撻涇。1955年改名掘石港。